# Kolobant antarktyczny
Kolobant antarktyczny (Colobanthus quitensis) – gatunek byliny należący do rodziny goździkowatych. Jest jednym z dwóch rodzimych gatunków roślin naczyniowych występujących w Antarktyce (wraz ze śmiałkiem antarktycznym).